# Ágioi Apóstoloi (ort i Grekland, Epirus, Nomós Ioannínon)
Ágioi Apóstoloi (Agioi Apostoloi) är en ort i Grekland.   Den ligger i prefekturen Nomós Ioannínon och regionen Epirus, i den nordvästra delen av landet, 300 km nordväst om huvudstaden Aten. Ágioi Apóstoloi ligger 595 meter över havet och antalet invånare är 139.
Terrängen runt Ágioi Apóstoloi är kuperad söderut, men norrut är den bergig. Runt Ágioi Apóstoloi är det mycket tätbefolkat, med 1 056 invånare per kvadratkilometer. Närmaste större samhälle är Ioánnina, 10,6 km sydost om Ágioi Apóstoloi. Trakten runt Ágioi Apóstoloi består till största delen av jordbruksmark.